# Jani Atanasov
Jani Atanasov (Strumica, 31. listopada 1999.) sjevernomakedonski je nogometaš koji igra na poziciji veznog igrača. Trenutačno igra za grčki klub AEL i sjevernomakedonsku nogometnu reprezentaciju.

## Klupska karijera
Karijeru je započeo u Akademiji Pandev te je u svojoj prvoj pravoj sezoni postao standardan prvotimac. Dobre igre nisu promakle stranim klubovima te dana 5. lipnja 2018. godine ostvaruje transfer u turski Bursaspor.
Dana 8. rujna 2020. godine potpisuje za Hajduk. Stigao je u svojstvu slobodnog igrača nakon što je raskinuo ugovor s Bursasporom, a potpisao je ugovor na tri godine.
Dne 23. siječnja 2023. godine Hajduk objavljuje da je postigao dogovor o transferu Atanasova u poljsku Cracoviju, dok je poljski klub potvrdio transfer uz napomenu da je potpisao s igračem ugovor na tri i pol godine.

## Reprezentativna karijera
Igrao je za nekoliko mlađih uzrasnih kategorija sjevernomakedonske reprezentacije. Debi za seniorsku vrstu je stigao 11. studenoga 2021. godine u gostujućoj pobjedi protiv Armenije. Utakmica je završila pobjedom Sjeverne Makedonije od 5:0, a Atanasov je ušao u igru u 83. minuti susreta. Dana 11. studenoga 2023. godine, u utakmici kvalifikacija za Europsko prvenstvo u Njemačkoj 2024. godine, u gostujućem porazu od Italije koja je slavila rezultatom 5:2, Atanasov postiže svoje prve golove za reprezentaciju.

### Pogodci za reprezentaciju
| #  | Datum               | Mjesto                        | Protivnik | Pogodak | Rezultat | Natjecanje                |
| -- | ------------------- | ----------------------------- | --------- | ------- | -------- | ------------------------- |
| 1. | 17. studenoga 2023. | Stadio Olimpico, Rim, Italija | Italija   | 3:1     | 5:2      | Kvalifikacije za EP 2024. |
| 2. | 17. studenoga 2023. | Stadio Olimpico, Rim, Italija | Italija   | 3:2     | 5:2      | Kvalifikacije za EP 2024. |

## Statistike

### Klupska statistika
- Ažurirano 31. ožujka 2024.
- Nas. = nastupi; Gol. = golovi

| Klub              | Sezona            | Liga | Liga | Kup  | Kup  | Europa1 | Europa1 | Ostalo | Ostalo | Ukupno | Ukupno |
| Klub              | Sezona            | Nas. | Gol. | Nas. | Gol. | Nas.    | Gol.    | Nas.   | Gol.   | Nas.   | Gol.   |
| ----------------- | ----------------- | ---- | ---- | ---- | ---- | ------- | ------- | ------ | ------ | ------ | ------ |
| Akademija Pandev  | 2017./18.         | 29   | 4    | 2    | 0    | —       | —       | —      | —      | 31     | 4      |
| Akademija Pandev  | Ukupno            | 29   | 4    | 2    | 0    | 0       | 0       | 0      | 0      | 31     | 4      |
| Bursaspor         | 2018./19.         | 3    | 0    | 0    | 0    | —       | —       | —      | —      | 3      | 0      |
| Bursaspor         | 2019./20.         | 8    | 0    | 4    | 0    | —       | —       | —      | —      | 12     | 0      |
| Bursaspor         | Ukupno            | 11   | 0    | 4    | 0    | 0       | 0       | 0      | 0      | 15     | 0      |
| Hajduk Split      | 2020./21.         | 23   | 2    | 1    | 0    | 2       | 0       | —      | —      | 26     | 2      |
| Hajduk Split      | 2021./22.         | 21   | 0    | 4    | 2    | 2       | 0       | —      | —      | 27     | 2      |
| Hajduk Split      | 2022./23.         | 11   | 2    | 2    | 0    | 3       | 0       | 0      | 0      | 16     | 2      |
| Hajduk Split      | Ukupno            | 55   | 4    | 7    | 2    | 7       | 0       | 0      | 0      | 69     | 6      |
| Cracovia          | 2022./23.         | 15   | 1    | —    | —    | —       | —       | —      | —      | 15     | 1      |
| Cracovia          | 2023./24.         | 25   | 3    | 3    | 1    | —       | —       | —      | —      | 28     | 4      |
| Cracovia          | Ukupno            | 40   | 4    | 3    | 1    | 0       | 0       | 0      | 0      | 43     | 5      |
| Ukupno u karijeri | Ukupno u karijeri | 135  | 12   | 16   | 3    | 7       | 0       | 0      | 0      | 158    | 15     |

Bilješke
- 1: uključuje nastupe u kvalifikacijama za Europsku ligu i Konferencijsku ligu

### Reprezentativna statistika
Ažurirano 28. ožujka 2024.
| 2021.  | 1  | 0 |
| 2022.  | 3  | 0 |
| 2023.  | 10 | 2 |
| 2024.  | 2  | 0 |
| Ukupno | 16 | 2 |

## Trofeji
Hajduk Split:
- Hrvatski nogometni kup (1): 2021./22.

## Vanjske poveznice
- Profil na Transfermarktu
- Profil na Soccerwayu